# Byron Buxton
Byron Keiron Buxton (Baxley, 18 dicembre 1993) è un giocatore di baseball statunitense, esterno centro per i Minnesota Twins della Major League Baseball.

## Primi anni
Buxton nacque a Baxley, ma è originario di Graham in Georgia, cittadina dove visse fino agli anni del liceo. Suo padre, Felton, possiede una società di autotrasporti, e sua madre, Carrie, lavora in una mensa scolastica. Ha una sorella. Il cugino di Buxton, Dexter Carter, è un ex giocatore di football professionista.

## Carriera

### Minor League (MiLB)
Buxton fu selezionato come seconda scelta al primo turno del Draft 2012, dai Minnesota Twins. Firmò inoltre nello stesso anno un contratto con i Twins, con incluso un bonus immediato di 6 milioni.
I Twins invitarono Buxton già allo spring training 2014. Ma un infortunio al polso sinistro gli compromise la convocazione in prima squadra. Il 4 maggio fu assegnato in A+ ai Fort Myers Miracle. Dopo 5 partite con i Miracle, si infortunò nuovamente al polso. Buxton partecipò a 30 partite prima di essere promosso l'11 agosto in AA nei New Britain Rock Cats. Durante la sua prima partita con i New Britain, il 13 agosto, Buxton durante una presa, si scontro accidentalmente con il compagno di squadra Mike Kvasnicka; Buxton fu trasportato in ospedale dove gli fu diagnosticata una lieve commozione cerebrale. Concluse la stagione 2014 lo stesso giorno.

### Major League (MLB)
Debuttò nella MLB il 14 giugno 2015, al Globe Life Park di Arlington contro i Texas Rangers, segnando il punto della vittoria. Partecipò nel corso della sua prima stagione a 46 partite chiudendo con una media battuta di .209, 6 RBI, 2 fuoricampo e 2 basi rubate.
Nella stagione 2016 giocò in 92 occasioni terminando con una media battuta di .225, 38 RBI, 10 fuoricampo e 10 basi rubate.
Il 18 agosto 2017, arrivò salvo a casa compiendo il fuoricampo interno più veloce mai registrato, 13.85 secondi, dall'entrata in vigore di Statcast (il sistema di cronometraggio ufficiale della MLB). Concluse la stagione con 140 partite giocate, una media battuta di .253, 51 RBI, 16 fuoricampo e 29 basi rubate. Vinse inoltre numerosi premi come il Wilson Defensive Player of the Year Award, il Fielding Bible Award, il Guanto d'oro e il Guanto di platino.

## Palmares
- Guanto d'oro: 1

2017
- Guanto di Platino: 1

2017
- Fielding Bible Award: 1

2017
- Overall Defensive Player of the Year: 1

2017
- Defensive Player of the Year: 1

2017
- Giocatore del mese: 1

AL: aprile 2021
- Giocatore della settimana: 1

AL: 27 agosto 2017